# Shangcai

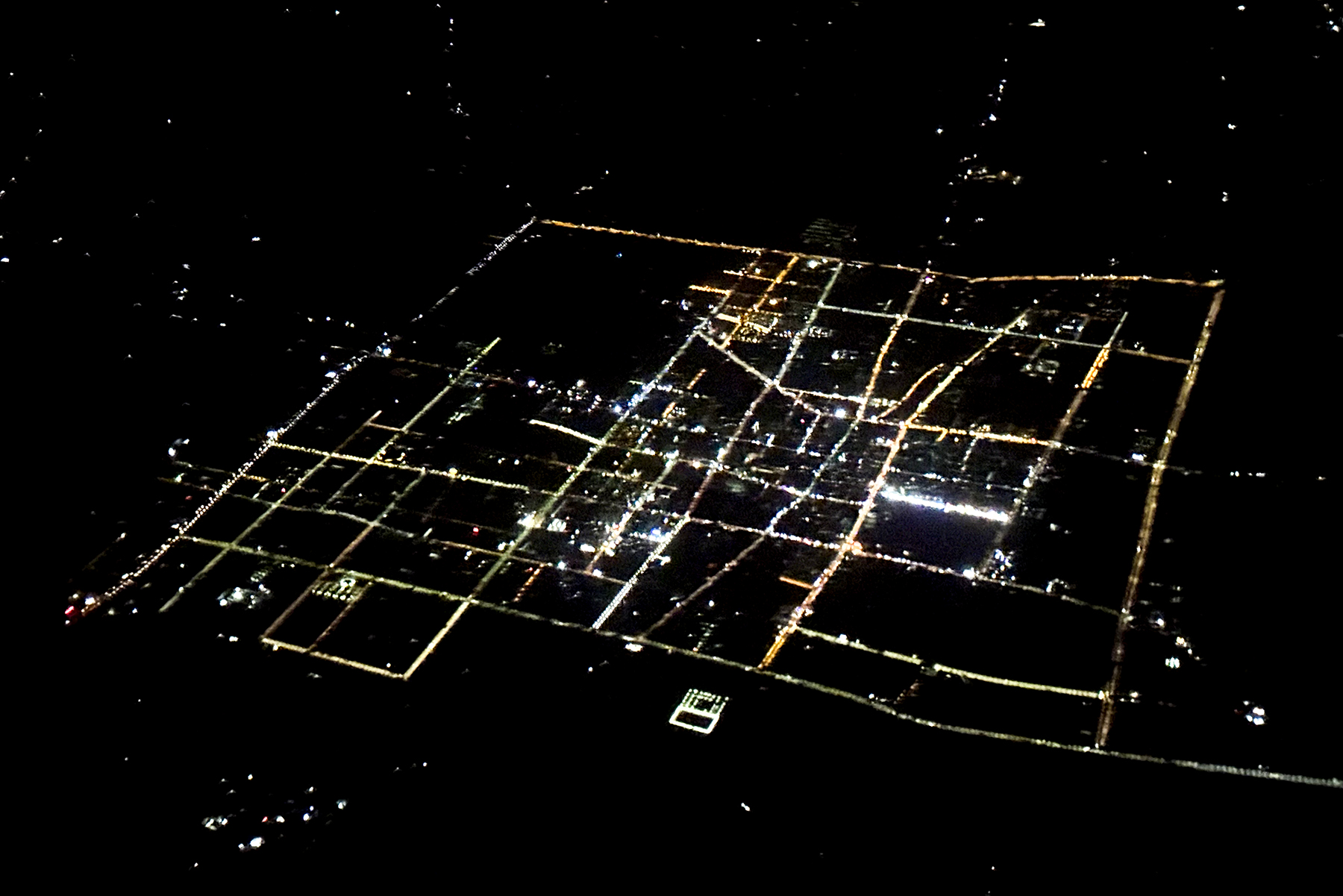
Shangcai in der Nacht, Flugaufnahme 2023

Shangcai (上蔡县,  Shàngcài Xiàn) ist ein Kreis in der Provinz Henan der Volksrepublik China, der zum Verwaltungsgebiet der bezirksfreien Stadt Zhumadian gehört. Shangcai hat eine Fläche von 1.529 km² und zählt 975.100 Einwohner (Stand: Ende 2018). Sein Hauptort ist die Großgemeinde Caidu (蔡都镇).
Die alte Stadt des Staates Cai (Cai guo gucheng 蔡国故城) steht seit 1996 auf der Liste der Denkmäler der Volksrepublik China (4-28).